# チン・ハン (台湾の俳優)
チン・ハン（秦 漢、1946年 - ）は、上海市出身の台湾の俳優。本名は孫 祥鐘。旧芸名は康凱、孫戈。日本ではシン・ハンと呼ばれることもある。

## 経歴
1946年、軍人の孫元良の子として上海に生まれる。
高校卒業後に俳優となる。1978年、『生きてる限り僕は負けない』で金馬奨の主演男優賞とアジア太平洋映画祭の主演男優賞を受賞した。

## 出演作品

### 映画
- 遠山含笑 (1966)
- 姐姐的情人 (1967)
- 春曉人歸時 (1968)
- 瘋狂殺手 (1971)
- 媽媽心碎了 (1972)
- 心願 (1972)
- 唐山五兄弟 (1972)
- 看見你就笑 (1972)
- 慾火焚身 (1972)
- 桂芬 (1973)
- 窗外 (1973)
- 母親三十歲 (1973)
- 女記者 (1974)
- 愛的小屋 (1974)
- 青青草原上 (1974)
- 愛情集中營 (1974)
- 不再有春天 (1974)
- 近水樓台 (1974)
- 面具 (1974)
- 海鷗飛處 (1974)
- 夢之湖 (1974)
- 春滿女學府 (1975)
- 晨星 (1975)
- 熱浪 (1975)
- ロンゲスト・ブリッジ (1975)
- 在水一方 (1975)
- 春天裡的秋天 (1975)
- 水雲 (1975)
- 吾土吾民 (1975)
- 海誓山盟 (1976)
- 落葉飄飄 (1976)
- 陰陽有情天 (1976)
- 碧雲天 (1976)
- 桑園 (1976)
- 色香味 (1976)
- 咖啡,義酒,檸檬汁 (1976)
- 蝴蝶谷 (1976)
- 浪花 (1976)
- 海韻 (1976)
- 小雨絲絲 (1977)
- 風鈴,風鈴 (1977)
- 真真的愛 (1977)
- 我是一片雲 (1977)
- 變色的太陽 (1977)
- 又是風起時 (1977)
- 白花飄雪花飄 (1977)
- 愛有明天 (1977)
- 夕陽浪花愛 (1977)
- 愛情走廊 (1977)
- 溫馨在我心 (1977)
- 微笑 (1977)
- 嗨親愛的 (1977)
- 煙水寒 (1977)
- 愛情大進擊 (1977)
- 荒園草夢 (1977)
- 蒂蒂日記 (1977)
- 你愛誰 (1977)
- 晨霧 (1978)
- 翠湖寒 (1978)
- 煙波江上 (1978)
- 花非花 (1978)
- 我踏浪而來 (1978)
- 生きてる限り僕は負けない (1978) （ツン・トンシー）
- 雁兒在林梢 (1979)
- 焦情莣地有情天 (1979)
- 彩霞滿天 (1979)
- 悲之秋 (1979)
- 一顆鶢豆 (1979)
- 金盞花 (1980)
- 戀愛反斗星 (1980)
- 大地親情 (1980)
- 情網 (1980)
- 蘭花草 (1980)
- 又見春天 (1980)
- 飛躍的彩虹 (1980)
- 我從山中來 (1980)
- 綠色山莊 (1980)
- 原鄉人 (1980)
- 雁兒歸 (1980)
- 愛你入骨 (1981)
- 無情荒地有情天 (1981)
- 情探 (1981)
- 夢的衣裳 (1981)
- 龍的傳人 (1981)
- 野鴿子的黃昏 (1982)
- 小妞．大盜．我 (1982)
- 鐵血勇探 (1982)
- 賓妹 (1982)
- 女子學校 (1982)
- 風水二十年 (1983)
- 情奔 (1983)
- 帶槍過境 (1984)
- 血染風采 (1985)
- 我是中國人 (1986)
- 戰爭前夕 (1986)
- 小鎮醫生的愛情 (1986)
- 涙で乾杯 (1990)
- レッドダスト (1990) （ネンツァイ）
- 情定威尼斯 (1991)
- ロアン・リンユィ 阮玲玉 (1991) （唐季珊）
- 五湖四海 (1992)
- フル・ブラッド (1994) （トン・リン）
- 南京1937 (1995) （成賢）
- 夜に逃れて (2000)
- 雲水謠 (2006)
- 柳如是 (2012)

### テレビドラマ
- 麗王別姫 〜花散る永遠の愛〜 (2017)

## 監督作品
- 鐵血勇探 (1982)
- 情奔 (1983)